# Ibberton
Ibberton – wieś w Anglii, w hrabstwie Dorset. Leży 21 km na północny wschód od miasta Dorchester i 168 km na południowy zachód od Londynu.